# مراقبت‌های بهداشتی در دوران بارداری و شیردهی
مراقبت‌های بهداشتی در دوران بارداری و شیردهی از جمله مهم‌ترین جنبه‌های سلامت مادر و نوزاد است. در این دوران، بدن زن دچار تغییرات گسترده‌ای در سیستم ایمنی، هورمونی، پوستی و روانی می‌شود، که نیازمند توجه ویژه به انتخاب محصولات آرایشی و بهداشتی است.

## تغییرات فیزیولوژیک دوران بارداری و شیردهی
- افزایش حساسیت پوست و مستعد شدن به آلرژی
- تغییر در ترشح غدد چربی و خشکی یا چربی غیرطبیعی پوست
- افزایش نفوذپذیری پوست و احتمال جذب مواد شیمیایی
- کاهش تحمل به ترکیبات معطر و مواد نگهدارنده

## ترکیباتی که باید از آن‌ها پرهیز شود
بسیاری از کارشناسان سلامت زنان توصیه می‌کنند که در دوران بارداری و شیردهی، از محصولات حاوی ترکیبات زیر اجتناب شود:
- فتالات‌ها (Phthalates) – مختل‌کننده هورمونی
- پارابن – نگهدارنده با احتمال تأثیر بر عملکرد غدد درون‌ریز
- نیتروزآمین‌ها – احتمال سرطان‌زایی
- دی‌اکسان – ناخالصی شیمیایی با اثرات مزمن
- سولفات‌ها مانند SLS و SLES – خشک‌کننده و تحریک‌کننده پوست[۱]

## توصیه‌های بهداشتی عمومی
- استفاده از محصولات با pH تنظیم‌شده و فاقد عطر مصنوعی
- انتخاب شوینده‌های بدن و مو فاقد سولفات و مواد صابونی
- پرهیز از رنگ مو، لاک ناخن و مواد شیمیایی قوی تا حد ممکن
- استفاده از کرم ضدآفتاب معدنی به‌جای انواع شیمیایی
- استفاده از شوینده واژینال ملایم برای پیشگیری از عفونت

## محصولات توصیه‌شده در این دوران
محصولاتی که در دوران بارداری و شیردهی استفاده می‌شوند، باید دارای ویژگی‌های زیر باشند:
- فاقد ترکیبات شیمیایی تحریک‌کننده
- هیپوآلرژنیک و تست‌شده توسط متخصص پوست
- دارای مجوز رسمی از سازمان غذا و دارو
- با فرمولاسیون بر پایه گیاهان دارویی و مرطوب‌کننده‌های طبیعی

برندهایی که بر پایه سلامت مادر و نوزاد طراحی شده‌اند، معمولاً فرمول خود را بر مبنای حذف کامل مواد حساسیت‌زا، مواد سرطان‌زا و نگهدارنده‌های هورمونی قرار می‌دهند. این برندها با تمرکز بر دوران‌های حساس زندگی زنان، گزینه‌ای ایمن‌تر و آگاهانه‌تر ارائه می‌دهند.
دوران بارداری و شیردهی زمان بسیار حساسی برای انتخاب‌های بهداشتی است. توجه به ترکیبات محصولات مصرفی می‌تواند نقش مهمی در سلامت کوتاه‌مدت و بلندمدت مادر و کودک داشته باشد. انتخاب محصولات تخصصی، با فرمول ملایم و بدون مواد مشکوک، راهکار مطمئن‌تری برای محافظت از این مرحله حیاتی زندگی است.